# ジョン・フィンチ (第6代ウィンチルシー伯爵)
第6代ウィンチルシー伯爵ジョン・フィンチ（英語: John Finch, 6th Earl of Winchilsea、1683年2月24日 – 1729年9月9日）は、イギリスの貴族。

## 生涯
第3代ウィンチルシー伯爵ヘニッジ・フィンチと4人目の妻エリザベス・エアーズ（Elizabeth Ayres）の息子として、1683年2月24日に生まれた。1703年10月16日、オックスフォード大学クライスト・チャーチに入学した。
1726年9月30日に異母兄ヘニッジが死去するとウィンチルシー伯爵とその従属爵位を継承したが、自身も未婚のまま1729年9月9日に死去した。ウィンチルシー伯爵とメイドストーン子爵の爵位は一族の第2代ノッティンガム伯ダニエル・フィンチが継承、フィッツハーバート男爵の爵位は断絶した。